# أمير أنصاري
أمير أنصاري (بالفارسية: امیر انصاری) هو شخصية أعمال ومهندس إيراني، ولد في 1970 في طهران في إيران.